# Pepín Tre
José Luis Moreno Recuero, más conocido como Pepín Tre (Madrid, 16 de diciembre de 1948), es un compositor, productor, escritor, guionista y humorista español. Es conocido por su humor a base de lo que él llama «charlatanería pop» y que consiste en contar historias imposibles, con gran número de palabras. 
Sus canciones contienen cierta crítica social, como en Todos beben, que critica las fiestas regionales donde se torturan animales.

## Trayectoria
En los años 1970 escribió canciones para otros artistas, como los cantantes El Puma, Francisco y las canciones «Feria» y «El hombre de poligoma» para el conocido grupo Fórmula V o «Viviré» para Rosa María Lobo, con la que representó a España en el Festival de la OTI de 1979.
Tras su experiencia en Fórmula V, participó brevemente en un dúo con el líder de dicha banda, Paco Pastor, que tuvo por nombre Don Francisco y José Luis. Su primer sencillo fue «Necesitas saber caer» / «Situación coyuntural» y poco después el LP, Don Francisco y José Luis, del que se extraería un sencillo «El tren del amor» / «Entre los pliegues de una manta», en el que se incluye un tema censurado e incluso prohibido llamado «Sexocarril», aquí reconvertido en «El hombre lobo». Las ventas no son buenas y la gente se decepciona al ver que no es otra Fórmula V, sino un tipo de pop reivindicativo y acústico. El dúo se disuelve en menos de un año.
En los años 1980 viaja a México donde compondrá para Víctor Yturbe “El Pirulí”, Vikki Carr y Los Llanos.
A su vuelta a Madrid a finales de los años 1980 fundará los grupos Cirrosis y Al Fondo Hay Sitio.
En los años 1990 adopta el nombre de Pepín Tre y da comienzo a sus espectáculos originales, empezando por el llamado Viva el coyote.
A finales de los años 1990 trabajó en el cine, componiendo la banda sonora para la película ¡Oh, cielos! y apareciendo como actor en Año mariano. También trabajó ocasionalmente con los cómicos Tricicle.
De 1995 a 1999 apareció en el programa de radio La media vuelta, dirigido por Nacho Lewin, en la Cadena SER.
En 1999 crea la discográfica 18 Chulos junto a los artistas Santiago Segura, El Gran Wyoming, Pablo Carbonell, Javier Krahe y Faemino. A principios de los años 2000 esta discográfica se diversifica, entra en el mundo de la organización de eventos y pasa a llamarse 18 Chulos Records & Events.
En 2003 participó en el disco 18 boleros chulos, en el que canta dos canciones: «Soy un nenúfar solitario», con Carlos Faemino, y «Yellow Submarine» (versión del original de The Beatles).
Colaboró en el programa radiofónico La rosa de Los vientos de Onda Cero cuando lo dirigía Juan Antonio Cebrián, en una sección de humor titulada "Chispa y muelle". 
Ha participado en varios programas humorísticos como Ilustres ignorantes, Late motiv y La resistencia. También suele actuar en diversas salas como la sala Galileo Galilei y la sala Clamores de Madrid.